# T-Support

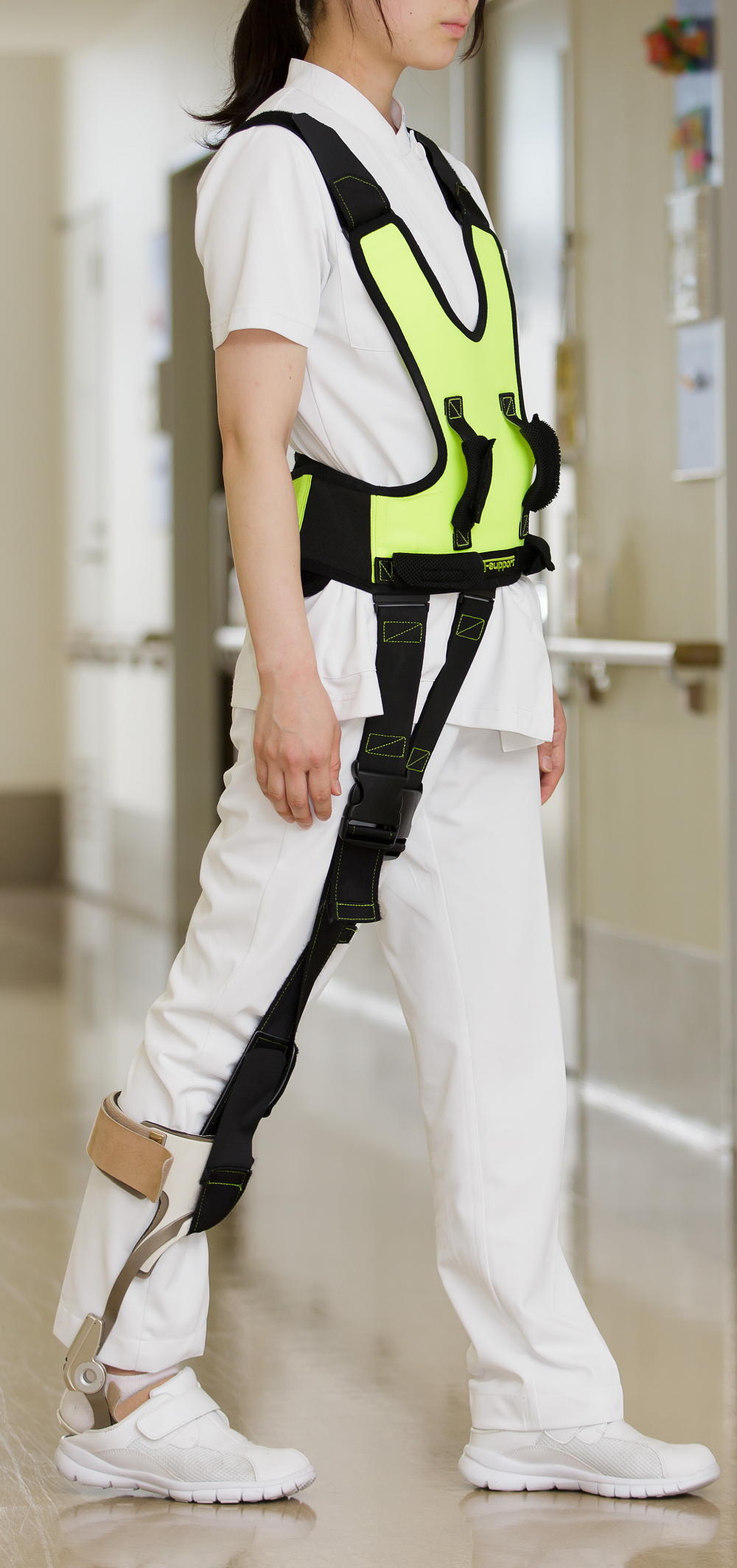
T-Supportを装着した様子。
通常はこのように短下肢装具のカフに弾性バンドを装着して使用することが多い。

T-Supportは宝塚リハビリテーション病院の理学療法士・中谷知生の指導のもと、川村義肢株式会社が開発を担当した歩行補助具である。
主に脳卒中片麻痺者の下肢装具を用いた歩行トレーニング時に使用することで、歩行速度の向上や下腿三頭筋の筋活動を賦活するなどの効果が報告されている。
2016年2月に販売が開始され、主に急性期や回復期の脳卒中片麻痺者の下肢装具を用いた歩行トレーニング場面で使用されることが多い。最近では介護老人保健施設や訪問リハビリテーションなど、介護保険下でのリハビリテーション場面においてもその効果に関する報告が見られるようになってきている。